# Ilià i Emília Kabakov

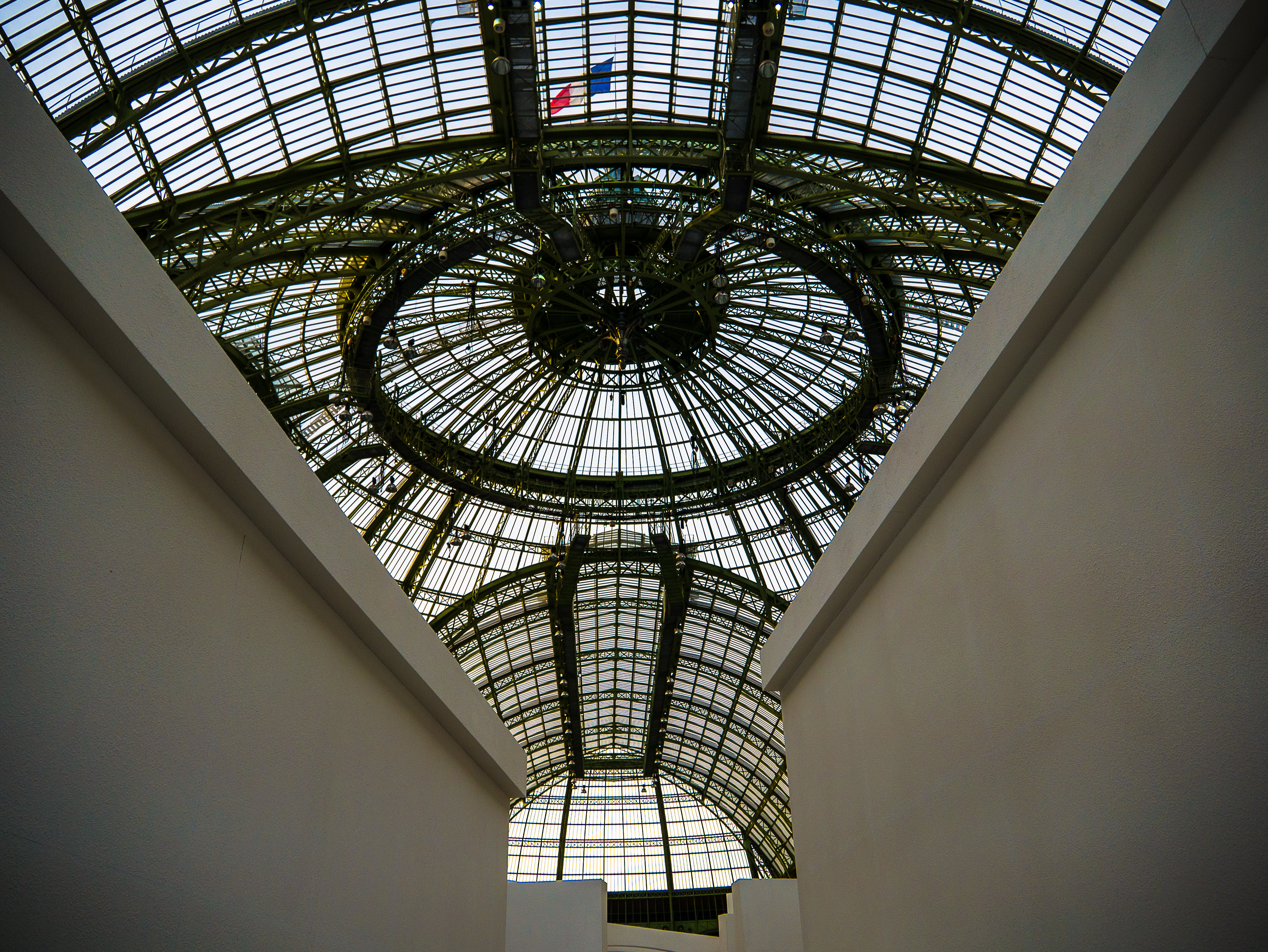
Obra de l'Ilya i de l'Emilia Kabakov a París, 2014

Ilià Kabakov (nascut el 30 de setembre de 1933 a Dnepropetrovsk, Unió Soviètica) és un artista conceptual que va treballar durant trenta anys a Moscou, des dels anys 50 fins als anys 80.
Avui en dia viu i treballa a Long Island, Nova York junt amb la seva esposa Emilia Kabakov (nascuda Kanevsky, a Dnepropetrovsk, Unió Soviética, el 1945). Han treballat junts des del 1989.

## Vida i carrera artística
Ilya Kabakov va créixer en la Unió Soviètica en època de fam degut al programa polític oficial de la col·lectivització. Diversos factors van marcar la seva vida artística: durant la seva infància va viure la II Guerra Mundial i l'estalinisme, i més tard, ja com artista, la burocràcia soviètica.
Va estudiar a l'Acadèmia d'Art VA Surikov de Moscou, i va començar la seva carrera com a il·lustrador de llibres per a nens durant la dècada de 1950, després es va convertir en un grup d'artistes conceptuals a Moscou que van treballar fora del sistema oficial d'art soviètic.
Durant els més de quaranta anys del seu trajecte artístic, Kabakov ha produït una gran varietat de pintures, dibuixos, instal·lacions i escrits, a més dels seus records de la seva vida des de la seva infantesa fins als anys vuitanta.
Més recentment ha creat instal·lacions que evoquen la cultura visual de la Unió Soviètica, encara que aquest tema no ha sigut l'enfocament exclusiu del seu treball. A diferència dels artistes Soviètics underground, Kabakov es va inscriure a la Unió d'artistes Soviètics el 1959 fins a ser-ne membre fix (1965). Llavors era una posició de prestigi en l'URSS que li va aportar grans beneficis econòmics.

### La Unió Soviètica segons Kabakov
Utilitzant biografies fictícies, moltes d'elles inspirades per les seves pròpies experiències, Kabakov ha intentat explicar naixement i mort de la Unió Soviètica, la qual afirma que és la primera societat moderna a desaparèixer. A la Unió Soviètica, Kabakov descobreix elements comuns a tota societat moderna, i en fer-ho, s'analitza el distanciament entre el capitalisme i el comunisme. En comptes de representar a la Unió Soviètica com un projecte socialista no derrotat per l'economia occidental, Kabakov el descriu com un projecte utòpic entre molts, el capitalisme inclòs. Per reexaminar narracions històriques i perspectives, Kabakov deixa un missatge que tots els projectes, ja sigui pública o privada, important o trivial, tenen el potencial de fallar a causa de la voluntat potencialment autoritari al poder.
Des de 1980 quan l'Ilya Kabakov va ser resident a Long Island, Nova York, moment a partir del qual comença a mostrar la seva obra arreu del món doncs a la Unió Soviètica mai no li va ser permesa la realització d'exposicions públiques. L'Ilya Kabakov sempre ha volgut recuperar la memòria de la història que li és pròpia o n'ha reconstruït els espai, d'aquesta memòria, tant en la seva faceta artística més reconeguda, les instal·lacions, com en els seus dibuixos i pintures. En els treballs conceptuals conjunts, l'Ilya i l'Emilia han volgut recordar, reconstruir la memòria, deixant que aflorin els fets que ens oprimeixen en l'interior.
L'any 1992 es va casar amb Emilia Kabakov, actualment la seva esposa. Ilya i Emilia ja es coneixien des que Ilya era un nen a la Unió Soviètica. Havien crescut a la mateixa ciutat de Dnepropetrovsk, portant-se 12 anys de diferència.

## Sobre Emilia Kabakov
Emília, nascuda el 1945, va estudiar piano a l'Escola Superior de Música a Irkutsk, i la llengua i literatura espanyoles a la Universitat de Moscou. Quan va emigrar a Israel el 1973, li va pregar que fos amb ella. No obstant això, ell tenia una família i no estaria disposat a abandonar la Unió Soviètica. En el moment en què es retroben a Europa catorze anys després es va mudar a Nova York el 1975, on va treballar com a curadora i comerciant d'art.
Emilia ha estat treballant amb l'Ilya des de 1989 fent un gran nombre d'instal·lacions i obres. El seu treball ha estat exposat en institucions com el Museu d'Art Modern, el Museu Hirshhorn a Washington DC, el Stedelijk Museum d'Amsterdam, la Documenta IX, a la Biennal de Whitney el 1997 i el Museu Estatal de l'Hermitage a Sant Petersburg, entre d'altres.
Especialment rellevant quan van representar Rússia en la 45a Biennal de Venècia (1933) amb la seva instal·lació El Pavelló Vermell. Els Kabakov també han completat molts encàrrecs públics importants a tot Europa i han rebut diversos honors i premis, incloent l'Oscar Kokoschka Preis, Viena, el 2002, i les Chevalier des Arts et des Lettres, París, el 1995.

## Obres
Des del principi de la dècada de 1990 l'artista ha aconseguit renom internacional gràcies a les instal·lacions treballades conjuntament amb la seva esposa Emilia. Durant les diferents fases de la seva trajectòria artística sempre ha donat importància a la pintura. Des de finals de la dècada de 1960 fins a la de 1980 realitzà series més completes de pintures, com la “Sèrie russa”, les “Pintures del socialisme realista”, la “Sèrie de la cuina” i “Les vacances”.
Anys abans d'abandonar la Unió Soviètica, on mai no li permeteren presentar en públic la seva obra, el 1982 i 1983, Ilya Kabakov madurà la idea d'una “instal·lació total”, és a dir, d'un espai atmosfèric capaç de produir un efecte més intens i més directe en els sentits de l'espectador que les pintures penjades a la paret.
L'artista no gaudí de l'oportunitat de muntar les seves instal·lacions fins al 1987, any ens què el convidaren a exposar a Occident; deixà després la Unió Soviètica i finament instal·là als Estats Units. D'aleshores ençà i durant alguns anys ja no va exposar cap quadre que fos una pintura per dret propi, sinó únicament pintures que formaven part d' instal·lacions. Així doncs, l'altra faceta artística seva, la de pintor, quedà relegada a un segon pla, tant pel que fa a la seva pròpia activitat creativa com a l'acollida pública de les seves obres.

## Instal·lacions
Des del 1989 que van començar a treballar junts el tàndem Ilya-Emilia han realitzat més de 133 instal·lacions arreu del món, algunes temporals i d'altres fixes. El tema predominant de les instal·lacions de l'Ilya Kabakov segueix sent el seu intent de comprometre amb la situació d'un artista "no oficial" a l'antiga Unió Soviètica; tema que s'ha projectat sobre la cultura occidental de fa uns anys.

## Premis
Els Kabakov també han completat molts encàrrecs públics importants a tot Europa i han rebut una sèrie d'honors i premis, incloent el d'Oskar Kokoschka Preis, Viena, el 2002, i Cavaller de les Arts i les Lletres, París, el 1995.
D'altres premis destacats:
- 1989 Premi Ludwig. Amics Museu Ludwig, Aquisgrán, Alemania.
- 1992 Premi Arthur Koepcke. Fundació A. Koepcke, Copenhague, Dinamarca.
- 1993 Premi Max Beckmann, Frankfurt, Alemania. Premio Joseph Beuys. Fundació Joseph Beuys, Suïsa.
Diploma Honorari. Bienal de Venècia, Itàlia.